# O2 아레나 (런던)
O2 아레나(The O2 arena)는 영국 런던 동남부의 그리니치 반도에 위치한 다목적 실내 경기장 및 공연장이다. 복합문화단지 더 O2의 중앙에 위치해 있다.
당초 새천년을 기념하는 박람회가 열렸던 거대한 돔 모양의 시설인 밀레니엄 돔으로 쓰였던 곳으로, 돔 조형물은 위에 그대로 보존하고 그 아래에 아레나를 조성해 놓았다. 현지인들 사이에서는 O2 아레나라는 공식 명칭 대신에 아직도 '돔' (The Dome)이라는 이름이 쓰이는 편이기도 하다. O2 아레나라는 이름은 아레나가 속한 문화단지의 이름에서 따온 것이며, 이름 자체는 문화단지의 후원사인 영국의 통신사 O2를 붙인 것이다.
O2 아레나는 맨체스터 아레나 다음으로 영국에서 두번째로 큰 실내 경기장이다. 2008년에는 미국 뉴욕의 메디슨 스퀘어 가든을 제치고 세계에서 가장 많은 관람객이 찾은 공연장으로 꼽히기도 했다. 런던 지하철로는 주빌리 선의 노스그리니치 역과 가장 가깝다.

## 역사
본래는 새천년 맞이 박람회인 밀레니엄 익스피리언스를 유치하기 위해 지어진 밀레니엄 돔이었다. 2000년이 저물고 밀레니엄 익스피리언스가 끝나면서 밀레니엄 돔은 메리디언 델타 유한회사에 매각되었다. 2001년 12월에는 이 일대에 엔터테인먼트 복합단지로 탈바꿈한다는 계획이 발표되었는데, 여기에는 실내 아레나 조성 계획도 포함되었다.
아레나 건설 공사는 2003년에 시작되어 2007년에 끝났다. 돔 내부를 완전히 철거하고 본격적인 내부공사가 시작되기 전인 2004년 12월에는 런던 소재의 노숙인 자선단체 크라이시스가 주최하는 연말 크리스마스 행사의 본 건물로 잠시 사용되기도 했다.
돔 구조물 내부에 크레인을 들여오는 것이 불가능했기 때문에, 아레나의 지붕은 돔 내부에서 조립한 뒤 들어올리는 방식으로 조성하였다. 그런 다음 지붕 주변으로 아레나 구조물을 세웠다. 아레나 공간과 중앙홀이 들어갈 아레나 건물은 복합단지 내 다른 건물과는 동떨어져 있으며, 그 내부에 아레나의 모든 시설이 집약되어 있는 형태다. 아레나 (경기장, 공연장) 공간 자체는 전체 돔 구조물의 40% 공간을 차지한다.
아레나 내부의 좌석 배열은 전부 바꿀 수 있는 형태로 맨체스터 아레나와 비슷하다. 아레나의 그라운드 역시 아이스링크, 농구장, 박람회장, 연회장, 콘서트홀 등으로 얼마둔지 변경 가능하며, 개인 대관용으로도 쓸 수 있다. 또 런던 내 음악 공연장의 공통적인 문제로 꼽히는 소음 울림 현상 역시 최대한으로 줄이도록 지어졌다.

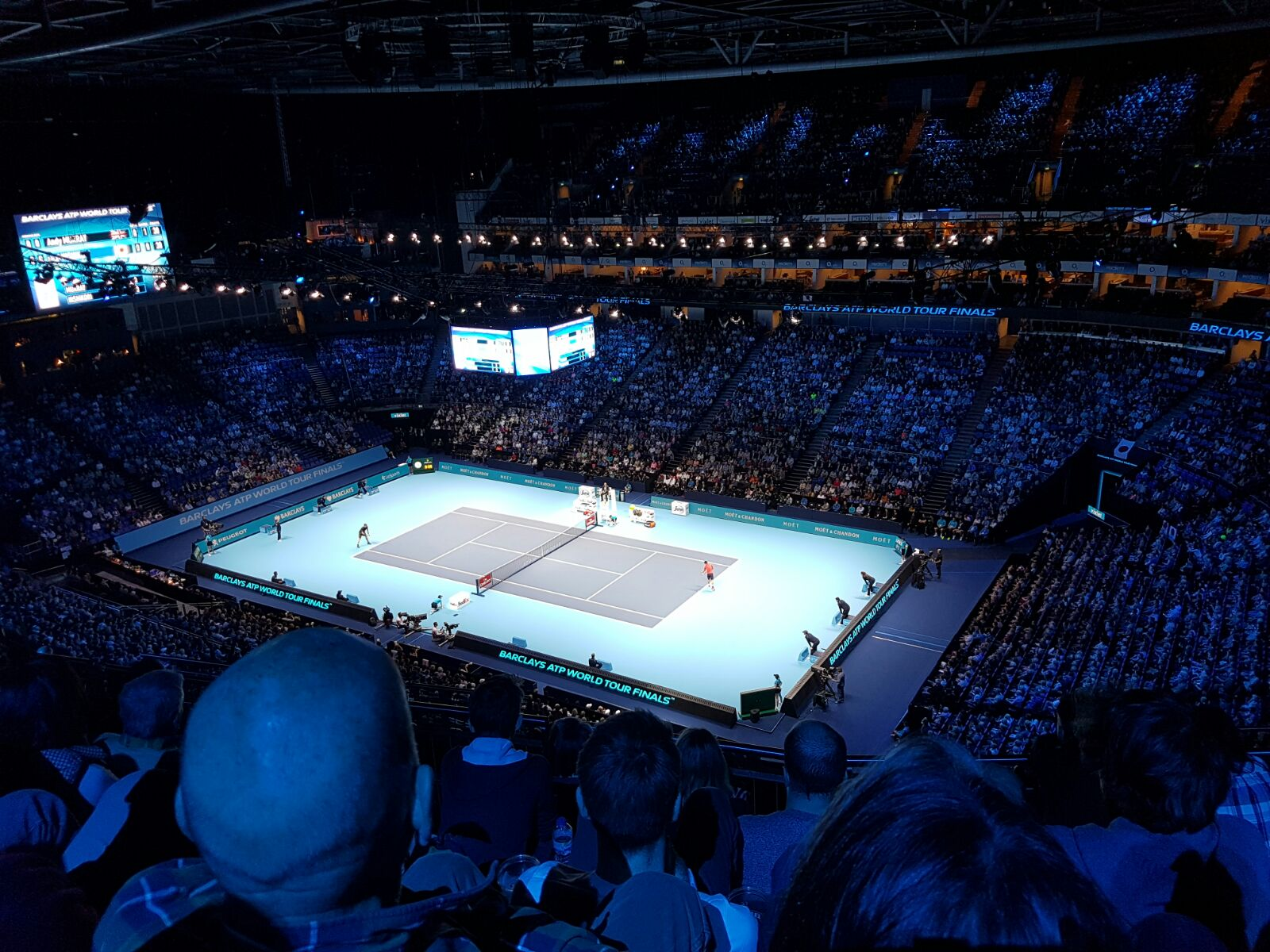
ATP 월드 투어 파이널 경기가 치러지는 O2 아레나

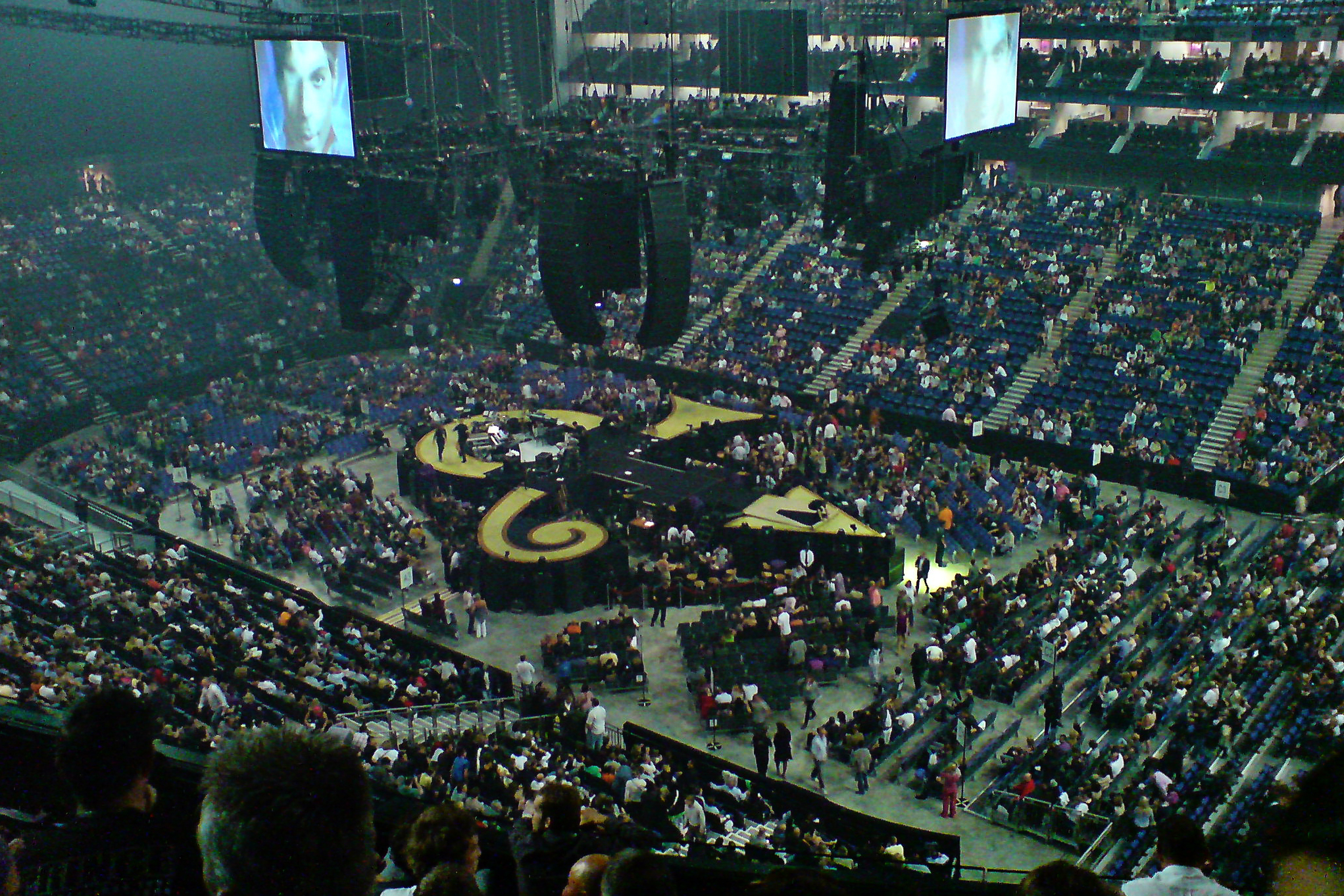
2007년 가수 프린스의 공연 당시 모습

## 역대 행사
O2 아레나는 2009년부터 남성 프로 테니스 대회인 ATP 월드 투어 파이널을 유치하고 있다. 이 대회는 전세계 상위 8명의 선수들이 시즌말 경기를 펼치는 것으로 이름이 높다. 2015년에는 오는 2018년까지 대회 유치기간을 연장한다는 발표가 나왔다. 이렇게 되면 O2 아레나는 매디슨 스퀘어 가든 (1977~1989년)에 이어 역대 두 번째로 가장 많이 대회가 열렸던 경기장이 된다.
2012년 하계 올림픽과 패럴림픽에서는 실내 경기장으로 사용되었으며, 올림픽 기계체조와 농구 경기가 열렸다. 당시 올림픽 규정에는 대회 경기장에 기업 스폰서를 금지한다는 규정에 따라 노스그리니치 아레나(North Greenwich Arena)로 이름을 바꿔 불렀다.
2013년 9월 25일에는 크리스틴 맥비가 플릿우드 맥의 멤버들과 다시 합류하여 15년 만에 무대에 다시 섰다. 맥비는 이후 2014년 1월 플릿우드 맥에 복귀하겠다고 공식 발표하였다.
2014년 11월에는 음식물을 갖고 입장하려던 관객이 테러 방지를 이유로 입장을 못하는 사건이 벌어져 논란이 되었다. 그러나 경기장 내 다른 관객들은 음식물을 반입했다는 점 때문에, 식당가의 매출이 저조해지자 이를 강매하기 위해 외부 음식물을 반입 금지하는 것이 아니냐는 의혹이 있었다.
2016년 1월 16일, O2 아레나에서 솔터 브라더스 엔터테인먼트의 주최로 옛 헤비급 챔피언 데이비드 헤이의 컴백전이 열렸다.

## NBA경기
| 날짜             | 팀1               | 스코어    | 팀2                     | 비교          |
| ---------------- | ----------------- | --------- | ----------------------- | ------------- |
| 2007년 10월 10일 | 보스턴 셀틱스     | 92 - 81   | 미네소타 팀버울브스     | 프리시즌 경기 |
| 2008년 10월 12일 | 마이애미 히트     | 92 - 94   | 뉴저지 네츠             | 프리시즌 경기 |
| 2009년 10월 6일  | 유타 재즈         | 101 - 102 | 시카고 불스             | 프리시즌 경기 |
| 2011년 3월 4일   | 토론토 랩터스     | 103 - 116 | 뉴저지 네츠             | 정규시즌 경기 |
| 2011년 3월 5일   | 토론토 랩터스     | 136 - 137 | 뉴저지 네츠             | 정규시즌 경기 |
| 2013년 1월 17일  | 뉴욕 닉스         | 102 - 87  | 디트로이트 피스턴스     | 정규시즌 경기 |
| 2014년 1월 16일  | 브루클린 네츠     | 127 - 110 | 애틀랜타 호크스         | 정규시즌 경기 |
| 2018년 1월 11일  | 보스턴 셀틱스     | 114 - 103 | 필라델피아 세븐티식서스 | 정규시즌 경기 |
| 2026년 1월 15일  | 멤피스 그리즐리스 |           | 올랜도 매직             | 정규시즌 경기 |

## 미국 농구 국가대표팀 평가전
| 날짜            | 팀1                    | 스코어    | 팀2                  |
| --------------- | ---------------------- | --------- | -------------------- |
| 2024년 7월 20일 | 남수단 농구 국가대표팀 | 100 - 101 | 미국 농구 국가대표팀 |
| 2024년 7월 22일 | 독일 농구 국가대표팀   | 88 - 92   | 미국 농구 국가대표팀 |

## 같이 보기
- 더 O2
- 밀레니엄 돔